# Piet Keizer
Petrus "Piet" Johannes Keizer (Amsterdam, 14 de junho de 1943 – Amsterdam, 10 de fevereiro de 2017) foi um futebolista dos Países Baixos, que atuava como ala-esquerdo. Como parte do time que praticava o "Futebol Total" do Ajax das décadas de 1960 e 1970, Keizer foi particularmente notável durante as sucessivas funções gerenciais de Rinus Michels e Stefan Kovacs (1965-1973). 
Ele é amplamente considerado um dos melhores jogadores da história do futebol holandês. O escritor holandês Nico Scheepmaker disse uma vez: "Cruyff é o maior, mas Keizer é o melhor". 

## Carreira
Keizer totalizou 490 jogos oficiais pelo Ajax, marcando 189 gols entre 1961 e 1974. Ele jogou predominantemente na esquerda e com o Ajax ganhou 3 Liga dos Campeões (1971, 1972 e 1973), tendo perdido a final da  Liga dos Campeões de 1969 para o AC Milan. 
Também com o Ajax, ele ganhou 6 títulos da Eredivisie, 5 Copas KNVB, 1 Copa Intercontinental e 1 Copa Intertoto.
Em agosto de 1973, sob o novo gerente do Ajax, George Knobel, os jogadores do Ajax votaram em uma cédula secreta para que Keizer fosse o próximo capitão da equipe, à frente de Johan Cruyff. Poucas semanas depois, Cruyff deixou o Ajax para se juntar ao Barcelona.
Keizer de repente se aposentou do futebol em outubro de 1974, pouco depois de uma disputa sobre táticas com o treinador do Ajax, Hans Kraay.

## Na Seleção
Com a  Seleção Neerlandesa de Futebol , Keizer jogou 34 vezes, marcando 11 gols. Ele fez sua estréia internacional em uma vitória amistosa por 8-0 contra as Antilhas Holandesas em 1962. 
Keiser foi selecionado pelo treinador holandês, Rinus Michels, para jogar a Copa do Mundo de 1974, mas só jogou no empate em 0-0 contra a Suécia.

## Vida Pessoal
Em 13 de junho de 1967, Keiser casou-se com Jenny Hoopman. O casal tem dois filhos. 
Keizer morreu após uma longa batalha com câncer de pulmão em fevereiro de 2017. 

## Estilo de Jogo
O site da UEFA descreveu Keizer como "o gênio da ala esquerda". 
Johan Cruijff, em sua autobiografia, colocou Piet Keizer como ala esquerda em sua equipe ideal de todos os tempos.

## Títulos
Ajax
- Eredivisie: 1965-66 , 1966-67 , 1967-68 , 1969-70 , 1971-72 , 1972-73
- Taça KNVB: 1960-61, 1966-67, 1969-70, 1970-71 , 1971-72
- Liga dos Campeões: 1970-71 , 1971-72 , 1972-73
- Super Taça UEFA: 1972 , 1973
- Copa Intercontinental: 1972
- Copa Intertoto: 1961-62